# Полоз чорний
Полоз чорний (Coluber constrictor) — неотруйна змія з роду Стрункий полоз родини Вужеві. Має 10 підвидів. Інша назва «східний бігунець».

## Опис
Загальна довжина досягає 2 м довжини. Голова дуже маленька. Тулуб дуже тонкий та стрункий. У змій, що мешкають в східній частині ареалу спина забарвлена у матово-чорний колір, той, що мешкає на південному заході має блакитнувато—зелений відтінок. Черево жовтувате або чисто жовте.

## Спосіб життя
Полюбляє береги водойм, болота, вологі луки та ліси. Добре лазить, плаває й пірнає. Зустрічається на висоті до 2500 м над рівнем моря. Активний вдень. Живиться дрібними амфібіями, рептиліями, птахами, пташиними яйцями та дрібними ссавцями. Нерідко полює на дрібних змій, зокрема отруйних.
Це яйцекладна змія. Самки відкладають від 3 до 40 яєць.

## Розповсюдження
Мешкає на півдні та у центральних штатах США, провінції Саскачеван (Канада), штатах Дуранго і Юкатан (Мексика), Гватемалі, Белізі.

## Підвиди
- Coluber constrictor anthicus
- Coluber constrictor constrictor
- Coluber constrictor etheridgei
- Coluber constrictor flaviventris
- Coluber constrictor foxii
- Coluber constrictor helvigularis
- Coluber constrictor latrunculus
- Coluber constrictor oaxaca
- Coluber constrictor paludicola
- Coluber constrictor priapus